# Ministre de Finances d'Irlanda
El Ministre de Finances d'Irlanda (gaèlic irlandès An tAire Airgeadais, anglès Minister for Finance) és el ministre del govern de la República d'Irlanda responsable de tots els afers financers i monetaris. És el titular que controla el Departament de Finances i és considerat un dels membres més importants del Govern d'Irlanda.
L'actual ministre Michael Noonan, TD és assistit per un ministre d'estat Brian Hayes (TD) carregat de la Reforma del Servei Públic i l'Oficina d'Obres Públiques. El departament i ministeri són anomenats ocasionalment erari irlandès (Státchiste); un terme usat sota el Canceller del Pressupost d'Irlanda.

## Descripció

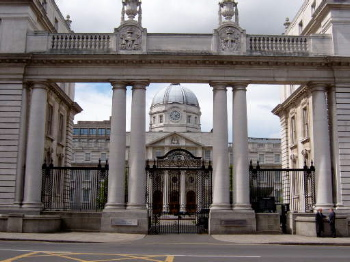
Edificis governamentals, Dublín, és la ubicació del Departament de Finances

El ministre de Finances té la segona càrrec ministerial més important al Govern d'Irlanda després del Taoiseach. Està a càrrec del Departament d'Hisenda responsable de tots els assumptes financers de la República d'Irlanda. A causa de la importància del càrrec en el gabinet, el ministre de Finances ha de ser un membre del Dáil Éireann. Molts ministres que han ocupat la cartera de Finances han passat a convertir-se en Primer Ministre, incloent Jack Lynch, Charles Haughey, Albert Reynolds, John Bruton, Bertie Ahern i Brian Cowen.

### Pressuposts
Un dels aspectes més importants del treball del ministre és l'elaboració del pressupost anyal, que s'anuncia al Dáil en un discurs, i que generalment és lliurat el primer dimecres de desembre (encara que aquest període es pot modificar, per exemple, el pressupost de 2009 va ser lliurat al Dáil el dimarts 14 d'octubre de 2008, degut a l'estat de ràpid deteriorament de les finances públiques d'Irlanda aquell moment). En el pressupost el Ministre detalla el programa de despesa del Govern per al proper any. El pressupost es compon de:
- Un estat financer a la Dáil,
- Les mesures pressupostàries (una llista dels canvis pressupostaris que detallen rendiment i despesa),
- Estadístiques i taules pressupostàries i taules,
- Diverses resolucions financeres.

## Ministres de Finances des del 1919
| Núm. | Nom                          | Nomenament             | Destitució             | Partit | Partit               |
| ---- | ---------------------------- | ---------------------- | ---------------------- | ------ | -------------------- |
| 1.   | Eoin MacNeill                | 22 de gener de 1919    | 1 d'abril de 1919      |        | Sinn Féin            |
| 2.   | Mícheál Ó Coileáin           | 2 d'abril de 1919      | 22 d'agost de 1922     |        | Sinn Féin            |
| 3.   | William T. Cosgrave (interí) | 17 de juliol de 1922   | 21 de setembre de 1923 |        | Pro-Treaty Sinn Féin |
| 4.   | Ernest Blythe                | 21 de setembre de 1923 | 9 de març de 1932      |        | Cumann na nGaedheal  |
| 5.   | Seán MacEntee (1r cop)       | 9 de març de 1932      | 16 de setembre de 1939 |        | Fianna Fáil          |
| 6.   | Seán T. O'Kelly              | 16 de setembre de 1939 | 14 de juny de 1945     |        | Fianna Fáil          |
| 7.   | Frank Aiken                  | 19 de juny de 1945     | 18 de febrer de 1948   |        | Fianna Fáil          |
| 8.   | Patrick McGilligan           | 18 de febrer de 1948   | 13 de juny de 1951     |        | Fine Gael            |
|      | Seán MacEntee (2n cop)       | 13 de juny de 1951     | 2 de juny de 1954      |        | Fianna Fáil          |
| 9.   | Gerard Sweetman              | 2 de juny de 1954      | 20 de març de 1957     |        | Fine Gael            |
| 10.  | James Ryan                   | 20 de març de 1957     | 21 d'abril de 1965     |        | Fianna Fáil          |
| 11.  | Jack Lynch                   | 21 d'abril de 1965     | 10 de novembre de 1966 |        | Fianna Fáil          |
| 12.  | Charles Haughey              | 10 de novembre de 1966 | 7 de maig de 1970      |        | Fianna Fáil          |
| 13.  | George Colley (1r cop)       | 9 de maig de 1970      | 14 de març de 1973     |        | Fianna Fáil          |
| 14.  | *Richie Ryan                 | 14 de març de 1973     | 5 de juliol de 1977    |        | Fine Gael            |
|      | *George Colley (2n cop)      | 5 de juliol de 1977    | 11 de desembre de 1979 |        | Fianna Fáil          |
| 15.  | *Michael O'Kennedy           | 12 de desembre de 1979 | 16 de desembre de 1980 |        | Fianna Fáil          |
| 16.  | *Gene Fitzgerald             | 16 de desembre de 1980 | 30 de juny de 1981     |        | Fianna Fáil          |
| 17.  | John Bruton (1r cop)         | 30 de juny de 1981     | 9 de març de 1982      |        | Fine Gael            |
| 18.  | Ray MacSharry (1r cop)       | 9 de març de 1982      | 14 de desembre de 1982 |        | Fianna Fáil          |
| 19.  | Alan Dukes                   | 14 de desembre de 1982 | 14 de febrer de 1986   |        | Fine Gael            |
|      | *John Bruton (2n cop)        | 14 de febrer de 1986   | 10 de març de 1987     |        | Fine Gael            |
|      | *Ray MacSharry (2n cop)      | 10 de març de 1987     | 24 de novembre de 1988 |        | Fianna Fáil          |
| 20.  | Albert Reynolds              | 24 de novembre de 1988 | 7 de novembre de 1991  |        | Fianna Fáil          |
|      | Charles Haughey (interí)     | 7 de novembre de 1991  | 14 de novembre de 1991 |        | Fianna Fáil          |
| 21.  | Bertie Ahern                 | 14 de novembre de 1991 | 15 de desembre de 1994 |        | Fianna Fáil          |
| 22.  | Ruairi Quinn                 | 15 de desembre de 1994 | 26 de juny de 1997     |        | Labour Party         |
| 23.  | Charlie McCreevy             | 26 de juny de 1997     | 29 de setembre de 2004 |        | Fianna Fáil          |
| 24.  | Brian Cowen                  | 29 de setembre de 2004 | 7 de maig de 2008      |        | Fianna Fáil          |
| 25.  | Brian Lenihan                | 7 de maig de 2008      | 9 de març de 2011      |        | Fianna Fáil          |
| 26.  | Michael Noonan               | 9 de març de 2011      | en el càrrec           |        | Fine Gael            |

L'asterisc (*) indica que els ministres tenien les carteres de Finances com de Servei Públic al mateix temps.